# Yunclillos
Yunclillos – gmina w Hiszpanii, w prowincji Toledo, w Kastylii-La Mancha, o powierzchni 31,06 km². W 2011 roku gmina liczyła 856 mieszkańców.